# Kottes-Purk
Kottes-Purk è un comune austriaco di 1 479 abitanti nel distretto di Zwettl, in Bassa Austria; ha lo status di comune mercato (Marktgemeinde).